# 溱潼会船节

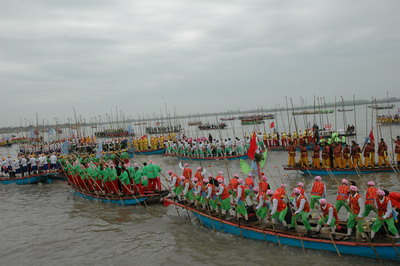
溱潼会船节龍舟比賽

江蘇姜堰溱潼会船节有“溱潼会船甲天下”的美称。溱潼会船节是国家重点旅游项目。
溱潼会船节的历史，可追溯到800多年前的南宋。南宋时期岳飞岳家军与金兵战溱湖，当地百姓在清明节撑船祭奠死将士，久而久之，便成一种水乡习俗。每年清明时节，上千船只、上万船民来此聚会，场面壮观。近年来，随着姜堰经济的发展，会船节已成文化会，也成为姜堰招商引资的经贸集会。